# Омер Курпејовић
Омер Курпејовић (Рожаје, 1929 — Подгорица, 6. децембар 2013) био је учесник Народноослободилачке борбе и друштвено-политички радник СФРЈ и СР Црне Горе.

## Биографија
Рођен је 1929. у селу Сређанима, данас делу Рожаја, где је завршио основну школу.
Године 1944, са свега 15 година, ступио је у Народноослободилачку војску Југославије (НОВЈ), а 1947. постао је члан Комунистичке партије Југославије (КПЈ). Након рата је у Загребу завршио Високу управну школу.
Обављао је дужност секретара и председника Народног одбора Рожаје. Након тога је најпре био помоћник директора, а затим од 1963. до 1974. генерални директори Шумско индустријског комбината „Горњи Ибар“ у Рожају. Упоредо је био председник Привредне коморе СР Црне Горе.
Од маја 1974. до априла 1978. био је члан првог Председништва СР Црне Горе. Потом је у два мандата био члан Председништва Централног комитета Савеза комуниста Црне Горе. Од маја 1983. до маја 1984. био је председник Скупштине СР Црне Горе. Обављао је и дружност председника Републичке конференције Социјалистичког савеза радног народа Црне Горе. Од маја 1987. до маја 1988. био је председник Савезног већа Скупштине СФРЈ. 
Биран је за народног посланика Републичког већа Скупштине СР Црне Горе, посланика Привредног већа Савезне скупштине СФРЈ и делегата у Савезном већу Скупштине СФРЈ. Пензионисан је 1990. године.
Преминуо је 6. децембра 2013. у Подгорици.